# 地球最北の陸地
地球最北の陸地（ちきゅうさいほくのりくち）は、その定義の違いにより議論の対象となっている。海氷や波による侵食や水深の変動、どの地点も僻地であることによる観測の難しさに加え、いくつかの候補地点が恒久的に｢陸地｣として海面上に存在し続けるか疑わしい点などが、その決定をより困難なものにしている。以下の表は、その主な候補地点である。
| 名称                             | 座標                                                                    | 北極点からの距離 | 発見者                         | 恒久性 | 注記                                         |
| -------------------------------- | ----------------------------------------------------------------------- | ---------------- | ------------------------------ | ------ | -------------------------------------------- |
| ケケルタク・アヴァンナレグ(仮称) | 公表準備中                                                              | 公表準備中       | Morten Rasch                   | 不明   | 長軸60m、短軸30m。高さ3、4m。2021年8月発見。 |
| 83-42(シュミット島)              | 北緯83度42分05.2秒 西経30度38分49.4秒 / 北緯83.701444度 西経30.647056度 | 703.5 km         | デニス・シュミット             | 不明   | 長軸35m、短軸15m。高さ4m。                   |
| Ultima Thule 2008                | 北緯83度41分20.7秒 西経31度5分26.8秒 / 北緯83.689083度 西経31.090778度  | 704.9 km         | "Ultima Thule 2008" Expedition | 不明   |                                              |
| RTOW2001                         | 北緯83度41分06秒 西経30度45分36秒 / 北緯83.68500度 西経30.76000度       | 705.3 km         | RTOWexpedition                 | 不明   |                                              |
| "Stray Dog West"                 | 北緯83度40分37秒                                                        | 706.2 km         | デニス･シュミット              | 不明   | 未確認                                       |
| ATOW1996                         | 北緯83度40分34.8秒 西経30度38分38.6秒 / 北緯83.676333度 西経30.644056度 | 706.3 km         | ATOWexpedition                 | 不明   | 長さ10m。高さ1m。                            |
| オーダーク島                     | 北緯83度40分32.5秒 西経30度40分10.1秒 / 北緯83.675694度 西経30.669472度 | 706.4 km         | ウフェ･ピーターソン            | 一時的 | 大きさ15x8m。周期的に海面下に水没する。      |
| カフェクルベン島                 | 北緯83度39分45秒 西経30度36分50秒 / 北緯83.66250度 西経30.61389度       | 707.8 km         | ロバート・ピアリー             | 恒久的 | 長軸700m短軸300mの島。最高点30m。            |
| モリス・ジェサップ岬             | 北緯83度37分39秒 西経32度39分52秒 / 北緯83.62750度 西経32.66444度       | 711.7 km         | ロバート･ピアリー              | 恒久的 | グリーンランド本土最北の地点。               |

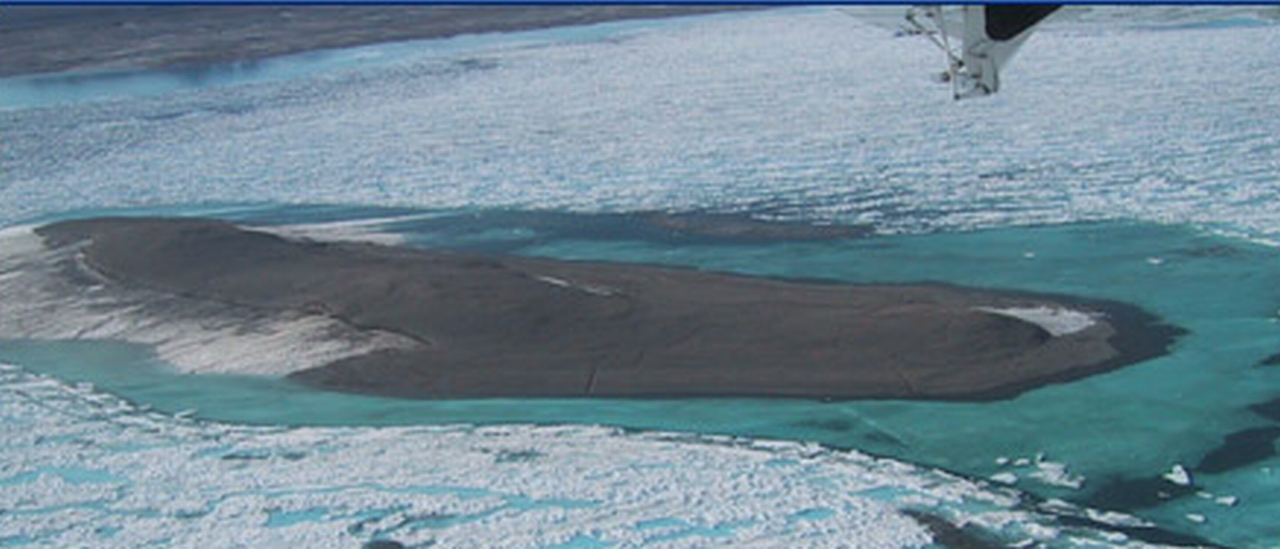
カフェクルベン島の航空写真 (2008年)